# Gilmar Luís Rinaldi
Gilmar Luís Rinaldi (Erechim, Brasil, 13 de gener de 1959) és un exfutbolista brasiler. Va disputar 9 partits amb la selecció del Brasil.